# Sojuz TMA-13M
Sojuz TMA-13M byla ruská kosmická loď řady Sojuz. Dne 28. května 2014 ji nosná raketa Sojuz-FG vynesla z kosmodromu Bajkonur k Mezinárodní vesmírné stanici (ISS), kam dopravila tři členy Expedice 40. Poté zůstala u ISS jako záchranná loď až do listopadu 2014, kdy se s ní stejná trojice kosmonautů vrátila na Zem.

## Posádka
Hlavní:
- Maxim Surajev (2), velitel, Roskosmos (CPK)
- Gregory Wiseman (1), palubní inženýr 1, NASA
- Alexander Gerst (1), palubní inženýr 2, ESA

V závorkách je uveden dosavadní počet letů do vesmíru včetně této mise.
Záložní:
- Anton Škaplerov, Roskosmos (CPK)
- Terry Virts, NASA
- Samantha Cristoforettiová, ESA

## Průběh letu

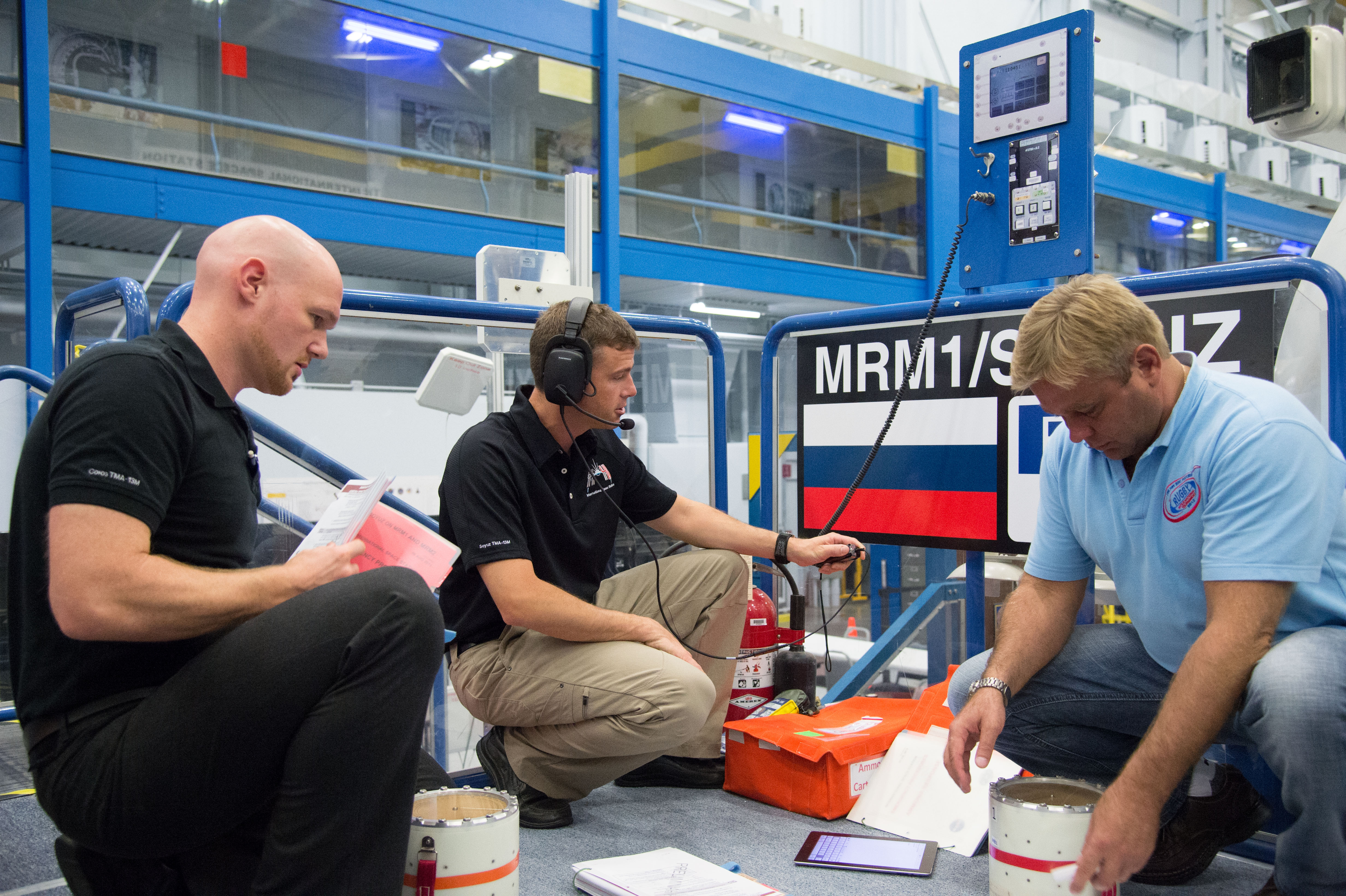
Posádka během výcviku

Kosmická loď Sojuz TMA-13M nesená raketou Sojuz FG odstartovala z kosmodromu Bajkonur 28. května 2014 v 19:57:42 UTC. Po necelých šesti hodinách letu se 29. května v 01:44:04 UTC Sojuz automaticky spojil s Mezinárodní vesmírnou stanicí (ISS), konkrétně se připojil ke stykovacímu uzlu modulu Rassvet. Poté posádka Sojuzu přešla na stanici a zapojila se do práce Expedice 40. Loď zůstala zaparkovaná u stanice.
Dne 10. listopadu 2014, v 00:31 UTC, se Surajev, Wiseman a Gerst s lodí odpojili od stanice a téhož dne v 03:59 UTC přistáli v kazašské stepi nedaleko (82 km) od Arkalyku; let trval 165 dní, 7 hodin a 1 minutu.